# 石川火力発電所
石川火力発電所（いしかわかりょくはつでんしょ）は、沖縄県うるま市にある沖縄電力の石油火力発電所。

## 発電設備
- 総出力：35.3万kW[1]

1号機（2013年7月31日より長期計画停止中）
発電方式：汽力発電方式
定格出力：12.5万kW
使用燃料：重油
営業運転開始：1974年（昭和49年）6月
2号機
発電方式：汽力発電方式
定格出力：12.5万kW
使用燃料：重油
営業運転開始：1978年（昭和53年）6月
1号ガスタービン
発電方式：ガスタービン発電方式
定格出力：10.3万kW
使用燃料：灯油
営業運転開始：1992年（平成4年）5月